# Venera 2MV-1 No.2
Venera 2MV-1 No.2, còn được gọi là Sputnik 20 trong thế giới phương Tây, là một phi thuyền của Liên Xô, được phóng vào năm 1962 như một phần của chương trình Venera, và được dự định trở thành phi thuyền đầu tiên đặt chân trên sao Kim. Do một vấn đề với giai đoạn trên nó không thể rời khỏi quỹ đạo Trái Đất thấp, và trở lại bầu khí quyển một vài ngày sau đó. Nó là con tàu thứ hai trong số hai tàu vũ trụ Venera 2MV-1, cả hai đều không rời khỏi quỹ đạo Trái Đất. Nhiệm vụ trước đó, Venera 2MV-1 No.1, được phóng lên vài ngày trước đó.
Venera 2MV-1 No.2 được phóng lên lúc 02:12:30 UTC ngày 1 tháng 9 năm 1962, trên đỉnh một tên lửa đẩy mang tên Molniya 8K78 bay từ vị trí 1/5 tại sân bay vũ trụ Baikonur. Các giai đoạn thấp hơn của tên lửa hoạt động một cách danh nghĩa, tiêm giai đoạn thứ tư và tải trọng vào quỹ đạo Trái Đất thấp. Sau một giai đoạn bờ biển, giai đoạn trên đã được đốt cháy khoảng sáu mươi mốt phút và ba mươi giây sau khi phóng, để đặt tàu vũ trụ vào quỹ đạo mới quanh Mặt Trời. Tuy nhiên, lệnh đánh lửa đã không đến được động cơ, và các van nhiên liệu không mở ra, do đó giai đoạn trên không thành công để lại tàu trong quỹ đạo quanh Trái Đất. Nó rơi trở lại bầu khí quyển vào ngày 6 tháng 9 năm 1962, năm ngày sau khi nó được phóng lên.